# Debora (Richterin)
Die Richterin Debora oder Deborah (hebräisch דְּבוֹרָה dvorá, „Biene“) ist eine Person aus dem Tanach. Das Richterbuch (lateinisch Iudices) erzählt von ihr in den Kapiteln 4 und 5. In beiden Kapiteln geht es um die Deboraschlacht: Ri 4  berichtet darüber in erzählender Form, Ri 5  in dichterischer Form im sogenannten Deboralied, welches zu den ältesten Texten der hebräischen Bibel gezählt wird.

## Biblische Erzählung
Dem biblischen Bericht nach ist Debora mit Lappidot verheiratet. Sie ist im gesamten Richterbuch die einzige Frau, die das Amt der Richterin (hebr. שׁפְטָה) innehat und auch tatsächlich richterlich (im juridischen Sinn) tätig ist. Die Israeliten kommen zu ihrem Sitz unter der Debora-Palme zwischen Rama in Benjamin und Bethel im Gebirge Ephraim, um sich dort von ihr Recht sprechen zu lassen. So regiert sie das Volk während der feindlichen Herrschaft des Königs Jabin von Hazor, der auch als König von Kanaan bezeichnet wird und das Volk zwanzig Jahre lang unterdrückt. Als Frauengestalt nimmt Debora somit eine wichtige politische Funktion wahr, die für die palästinensische Antike ungewöhnlich ist. Der Schwerpunkt ihres Wirkens besteht zwar in der Rechtsprechung (Ri 4,4 ), sie soll jedoch auch über die Gabe der Prophetie verfügt haben und wird ausdrücklich als Prophetin bezeichnet (hebr. נְבִיאָה, Ri 4,4 ). So übermittelt sie Barak den Auftrag Gottes, mit 10.000 Mann gegen Jabin und dessen Feldherrn Sisera in den Kampf zu ziehen. Am Grenzheiligtum, dem Berg Tabor, sollen sie aus der Gewaltherrschaft Jabins befreit werden. Debora prophezeit Barak, Gott werde ihm Jabin und Sisera am Bach Kischon in die Hand geben (Ri 4,6 ). Mit Hilfe der Jaël gelingt dies schließlich auch (Ri 4,22 ).

## Historischer Hintergrund

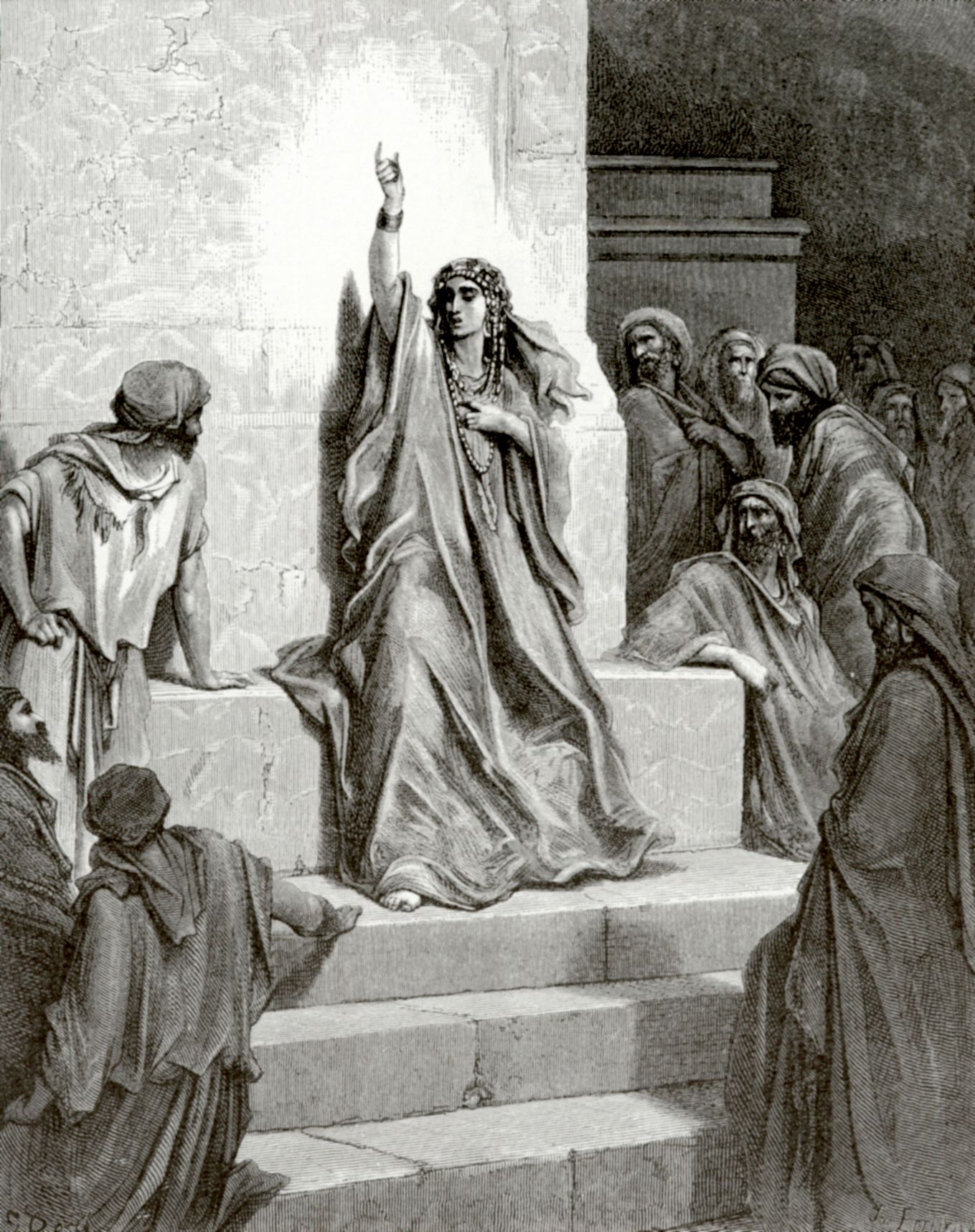
Das Lied der Debora von Gustave Doré

Die Deboraerzählung spielt, wie das gesamte Richterbuch, in der vorstaatlichen Zeit des Volkes Israel. Es ist die Zeit zwischen der Landnahme und der Ausbildung eines eigenen Königtums unter Saul. Israel bestand noch aus einzelnen, lose verbundenen Stämmen und wurde immer wieder von fremden Völkern bedroht. In der Not fleht das Volk im Gebet zu seinem Gott und ruft ihn immer wieder um Hilfe an.
Als biblische Person ist Debora auch insofern von Bedeutung, als dass sie eine der wichtigsten Frauen des Alten Testaments darstellt. In der Spätbronzezeit war im syrisch-palästinischen Gebiet das Patriarchat vorherrschend und die Tradition der so genannten „Besitz-Ehe“, nach der der Mann eine Frau zu sich ins Haus holt und diese in Abhängigkeit und Anpassung an ihren Mann besonders für Pflichten im Haus und für die Kinder zuständig war. Die Geburt eines männlichen Nachkommen, über den allein die Familie und das Erbe weiter getragen wurden, war von besonderer Bedeutung. Doch finden sich in den biblischen Berichten immer wieder auch Spuren, die auf eine matrilineare Familienstruktur hinweisen, und es wird von Frauengestalten berichtet, die mutig und stolz handeln und damit den Rahmen der ihr zugestandenen Rolle überschreiten.

## Biblischer Kontext der Erzählung
Im Pentateuch (5 Bücher Mose) wird die Geschichte der Väter Israels, die Versklavung des Volkes in Ägypten und schließlich die Flucht mit dem Ziel der Rückkehr in das verheißene Land geschildert. Das Buch Josua berichtet vom Erreichen dieses Landes und dessen Inbesitznahme durch die zwölf Stämme Israels. Der Beginn des Richterbuches beschließt diese Entwicklung und berichtet vom Leben im verheißenen Land. Da das Volk Israel in den Generationen nach Flucht und der anschließenden vierzigjährigen Wüstenwanderschaft seinen Gott und dessen Gebote vergisst, wird es immer wieder von den unter ihnen lebenden Völkern bedrängt. Von diesen werden sie jeweils durch von Gott berufene Rettergestalten, die Richter, befreit.

## Gliederung und Inhalt von Ri 4
- Ri 4,1–3 EU: Rahmenerzählung (Inclusio mit Ri 4,23–24 EU)

Nach dem Tod des Richters Ehud fielen die Israeliten wieder von Gott ab. Das Volk Israel wird so von Jabin, der als König von Kanaan in Hazor herrscht, unterdrückt.
- Ri 4,4–9 EU: Initiative Deboras

Debora lässt Barak zu sich rufen, um ihm Gottes Auftrag mitzuteilen, gegen Jabin zu kämpfen. Er entgegnet, nur in den Kampf zu ziehen, wenn Debora mit ihm geht.
- Ri 4,10–16 EU: Kriegsbeschreibung

Barak ruft die Männer der lose verbundenen Stämme Naftali und Sebulon zusammen und führt sie in Begleitung Deboras in den Kampf gegen ein kanaanäisches Koalitionsheer. Die Schlacht endet siegreich.
- Ri 4,17–22 EU: Jaëlerzählung

Jabins Heerführer Sisera flieht in das Zelt Jaëls, der Frau des Keniters Heber. Sie tötet ihn im Schlaf mit einem Zeltpflock, den sie durch seine Schläfe rammt.
- Ri 4,23–24 EU: Rahmenerzählung (Inclusio mit Ri 4,1–3 EU)

Die beiden Verse halten zusammenfassend die schwere Niederlage Jabins und dessen spätere Vernichtung durch die Israeliten fest.

## Textbeobachtung und Analyse
Die Debora-Barak-Erzählung und die Jaëlerzählung bilden den Grundbestand von Ri 4 , wobei der älteste Teil der Erzählung wohl die Ermordung Siseras durch Jaël (Ri 4,17–22 ) ist. Ri 4,1–3  und Ri 4,23–24  stellen offensichtlich einen äußeren Rahmen dar, der wohl auf einen späteren Bearbeiter (deuteronomistischer Redaktor) zurückgeführt werden muss. Die Einleitung fügt sich in das Richterschema (Ungehorsam des Volkes gegenüber Gott – Bedrückung – Umkehr – Befreiung – Ruhe – Ungehorsam des Volkes gegenüber Gott usw.) ein. Für eine redaktionelle Überarbeitung darüber hinaus spricht auch die Verwendung von deuteronomistischen Formeln (Sündenformel, Übergabeformel, Beugeformel). Der hebräische Urtext ist teilweise schwer zu verstehen, da einige Stellen stark zerstört sind. Die in der Forschung erarbeiteten Vorschläge, wann die einzelnen Textbestandteile entstanden sein könnten, reichen von 1250 v. Chr. bis ins 1. Jahrhundert n. Chr.

## Kommentar und Deutung
Die Debora-Barak-Episode hat in der Forschung bis heute großes Interesse geweckt. Es handelt sich um einen der ältesten Teile des AT. Debora wird in ihrer Tätigkeit als Richterin mit großer Selbstverständlichkeit erwähnt. Sie wurde später bei den Neun Guten Heldinnen des Mittelalters wie neuzeitlich bei feministisch orientierten Theologen und Bibelauslegern angeführt. Ihr Schicksal erscheint eng mit dem Baraks verknüpft; Barak will dem Auftrag Gottes nur unter der Voraussetzung nachkommen, dass Debora ihn begleitet. Debora prophezeit Barak (Ri 4,9 ), dass Gott Sisera durch eine Frau töten wird, was Jaël ausführt.
Die Bedrohung Israels kommt in dieser Richtererzählung aus dem Norden. Hazor liegt nördlich des Sees Genezareth und war die Hauptstadt eines kanaanäischen Königreiches. Jabin, der als König von Kanaan bezeichnet wird, taucht allerdings nur am Anfang der Erzählung auf; dann wird Sisera der eigentliche Handlungsträger. Sisera war wohl selbst ein kanaanäischer Stadtkönig, wird aber hier zum Heerführer Jabins degradiert. Beim Vergleich des Textes Ri 4  mit dem Buch Josua fällt auf, dass dort bereits von der Zerstörung von Hazor unter dem Stadtkönig Jabin (der damals umgebracht wurde) die Rede ist (Jos 11,10–15 ). Hierbei handelt es sich wohl um einen etwas ungeschickten Anschluss an das Josuabuch und es ist anzunehmen, dass Sisera wohl als eigentlicher Gegner der israelitischen Stämme anzusehen ist.

Ri 5,19–21  macht deutlich, dass die Schlacht auf einem Schlachtfeld von ca. 10–15 Kilometern Länge zwischen Thaanach und Megiddo und vermutlich im Winterhalbjahr stattgefunden hat, zur Zeit der Früh- oder Spätregenfälle. Die Schlacht fand nämlich am westlich gelegenen Bach Kischon statt. Dieser Bach ist ein Wadi, das sonst kein Wasser führt. Es wird angenommen, dass es sich durch ein Unwetter in einen reißenden Strom verwandelte, was zum Sieg beitrug.

Die geschilderte Schlacht in der Megiddo-Ebene war für das Zusammengehörigkeitsgefühl der israelitischen Stämme von nicht zu unterschätzender Bedeutung: Sie hat gezeigt, wozu eine Stämmegemeinschaft militärisch in der Lage ist. Die gemeinsame Nationalreligion machte einen elementaren Beitrag für das Gemeinschaftsgefühl und die Überlegenheit gegenüber den Kanaanitern aus. Da Kriegsführung immer eine religiöse Angelegenheit war, über die nicht Menschen, sondern nur Gott (als Herr über Leben und Tod, die im Krieg auf dem Spiel standen) entscheiden durfte, nimmt Debora eine für Jahwepropheten klassische Aufgabe wahr.

## Wirkungsgeschichte in Theologie, Naturwissenschaft und Kultur
Die Deborageschichte hat seit Jahrhunderten Theologen und Künstler inspiriert und herausgefordert.
Der Targum Jonathan enthält ebenfalls die Deboraerzählung. Hier sind jedoch die Betonung der Notwendigkeit der Gesetzestreue, die Stärke Jahwes, das prophetische Reden Deboras und der Anredecharakter stärker.

In der Richteraufzählung des Hebräerbriefes findet Debora – anders als Barak – keine Erwähnung (Hebr 11,33 ).
Weil der Name Debora übersetzt „Biene“ heißt, vermuteten einige Ausleger in der Geschichte ein Bienenepos, das Israel mit einem Bienenstock vergleicht, dessen Königin Debora ist.
Eine feministische Deutung der Jaëlepisode bietet Renate Jost in ihrer Monographie Gender, Sexualität und Macht in der Anthropologie des Richterbuches.
Georg Friedrich Händels Oratorium Deborah wurde 1733 in London uraufgeführt.
Gedenktage: katholisch 21. September, orthodox 1. September.

### Deborah-Zahl in der Rheologie
Die Deborah-Zahl charakterisiert zähe Materialien wie etwa Gläser, die bei kurzer Beobachtungszeit als fest und bei längerer Beobachtung als flüssig erscheinen. Der Erfinder der Deborah-Zahl, der israelische  Rheologe Markus Reiner, bezog sich bei der Benennung auf Ri 5,5 : Die Berge ergossen sich vor dem HERRN, der Sinai vor dem HERRN, dem Gott Israels. aus dem Deboralied. Demnach sind die Berge angesichts des Auges Gottes in Bewegung und flüssig, während sie in menschlichen Dimensionen zumeist als fest und solide erscheinen.